# لغزش سر استخوان ران

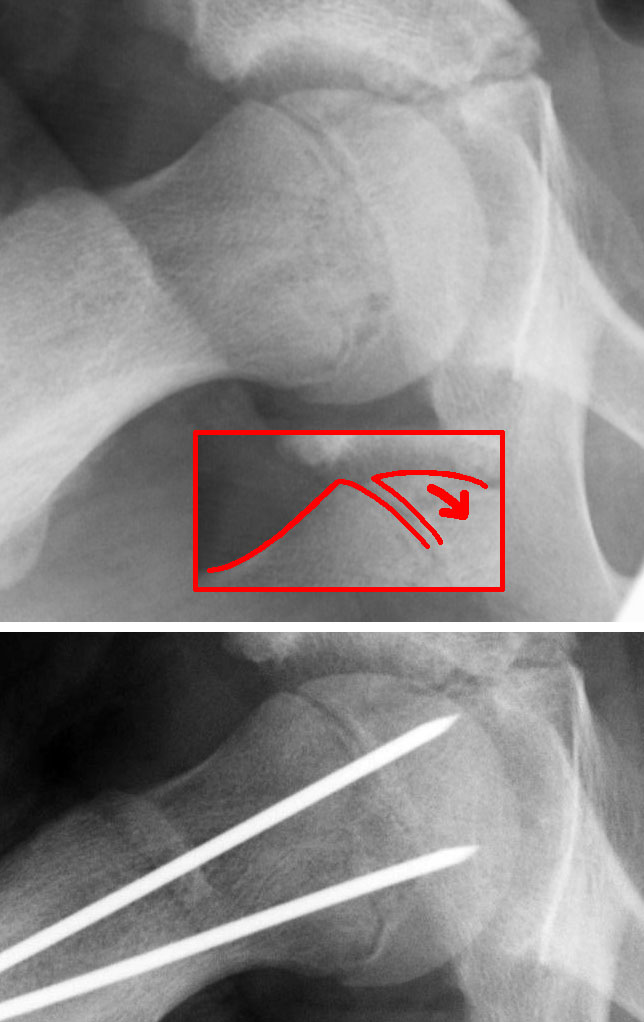
نمونه ای از لغزش سر استخوان ران

لغزش سر استخوان ران یا لغزش اپی‌فیز سراستخوان ران هنگامی رخ می‌دهد که سر استخوان ران بر روی گردن استخوان جابجا شده و به اصطلاح لیز می‌خورد.(به انگلیسی: Slipped capital femoral epiphysis)
در این بیماری به عللی که به درستی شناخته شده نیست، صفحه رشد بالایی ران ضعیف شده و سر استخوان (اپی‌فیز) ران بر روی گردن استخوان ران به سمت عقب جابجا می‌شود. این جابجایی را لغزش می‌گویند. این بیماری معمولاً در نوجوانان و در شروع بلوغ بوجود می‌آید یعنی در همان موقعی که نوجوان شروع به رشد سریع قدی می‌کند. شیوع این بیماری در پسران ۳–۲ برابر دختران است. علت بیماری بخوبی شناخته شده نیست ولی در نوجوانان چاق بیشتر دیده می‌شود.
ضایعه اصلی در این بیماری اختلال در استخوانی شدن غضروف صفحه رشد است که باعث ضعف آن می‌شود و فشار وارد بر سر استخوان باعث جابه جایی آن می‌گردد. گرچه به ظاهر سراستخوان ران به پایین و عقب می‌رود ولی در حقیقت باید گفت که اپی فیز در حفره حقه‌ای (استابولوم) ثابت می‌ماند و گردن استخوان به بالا و خارج می‌رود. لغزش سر استخوان در اکثر موارد ناکامل است و بتدریج با پیدایش استخوان تازه کناره‌های گردن و اپی‌فیز استخوان ران صاف می‌شود.